# 부산로드맵
부산로드맵(Busan Roadmap)은 2005년 부산 누리마루 APEC 하우스에서 열린 아시아 태평양 경제협력체(APEC) 정상회의에서 합의된 '보고르 목표'의 이행계획을 말한다.
1994년에 인도 보고르에서 발표한 '보고르 목표'는 역내 선진국과 개발도상국이 긴밀히 협조하여 각각 2010년과 2020년까지 무역 및 투자의 자유화를 완료한다는 것을 주 골자로 하고 있다. 부산로드맵은 이러한 보고르 목표를 달성하기 위한 중간 단계의 계획안이다.
부산로드맵은 단순히 관세 인하 등 국가 간 조치에만 주안점을 뒀던 보고르 선언에서 한 걸음 더 나아가 회원국들이 국내적으로 해결해야 할 무역자유화 조치들을 담은 것이 특징이다. 투자 자유화를 지향하며 준 높은 지역무역협정과 자유무역협정(FTA) 추진 APEC 회원국간의 거래비용을 2010년까지 5% 추가로 감축, 지적재산권 보호 강화 등의 내용을 담고 있다. 또한 2008년까지 자유무역협정(FTA) 촉진을 위해 가이드라인을 제시하기로 하였고, 지속적이고 집중적인 경제기술 협력사업 진행을 위해 전략적으로 능력을 배양하는 것도 합의하였다.

## 같이 보기
- 아시아 태평양 경제협력체